# جيرانت إف. لويس
جيرانت إف. لويس (بالإنجليزية: Geraint F. Lewis)‏ هو فيزيائي وعالم فلك بريطاني، ولد في 14 مارس 1969 في نيث ‏ في المملكة المتحدة.